# オルガ (小惑星)
オルガ (304 Olga) は小惑星帯にあるやや大きめの小惑星の一つ。C型小惑星に分類され、炭素化合物からなっていると考えられる。
1891年2月14日にウィーンでヨハン・パリサによって発見され、パリサの姪にちなんで命名された。
2002年1月に関東地方で掩蔽が観測された。